# The Manticore and Other Horrors
Albums de Cradle of Filth
Midnight in the Labyrinth
(2012) Hammer of the Witches
(2015)
The Manticore and Other Horrors est le dixième album du groupe anglais Cradle of Filth. Il est sorti le 29 octobre 2012.

## Piste
| 1.    | The Unveiling Of O             | 2:07 |
| 2.    | The Abhorrent                  | 5:53 |
| 3.    | For Your Vulgar Delectation    | 4:46 |
| 4.    | Illicitus                      | 5:24 |
| 5.    | Manticore                      | 5:53 |
| 6.    | Frost On Her Pillow            | 4:12 |
| 7.    | Huge Onyx Wings Behind Despair | 4:23 |
| 8.    | Pallid Reflexion               | 5:34 |
| 9.    | Siding With The Titans         | 5:17 |
| 10.   | Succumb To This                | 4:43 |
| 11.   | Sinfonia                       | 3:25 |
| 51:35 |                                |      |

## Formation
- Dani Filth - vocaux
- Paul Allender - guitare
- Martin Skaroupka 'Marthus' - batterie, clavier
- Daniel Firth (session) - basse